# Karsten Schneider (Jurist)
Karsten Schneider (* 1976) ist ein deutscher Rechtswissenschaftler.

## Leben
Karsten Schneider studierte ab dem WS 1996/97 bis 2001 Rechtswissenschaft an der Rheinischen Friedrich-Wilhelms-Universität Bonn, wo er 2001 das Erste Juristische Staatsexamen ablegte. Anschließend war er Wissenschaftlicher Mitarbeiter bei Matthias Herdegen am Institut für Öffentliches Recht, Abteilung Europarecht, Institut für Völkerrecht der Universität Bonn. Von 2004 bis 2006 absolvierte er sein Rechtsreferendariat im OLG-Bezirk Köln.
2006 legte er die Zweite Juristische Staatsprüfung ab und wurde mit der Arbeit Normativität und Risikoentscheidung. Untersuchungen zur Theorie der Rechtsgüterrelationen zum Dr. jur. promoviert. Nach seiner Promotion war er von 2008 bis 2014 Akademischer Rat a. Z. am Institut für Öffentliches Recht, Abteilung Europarecht, Institut für Völkerrecht der Universität Bonn. Von 2009 bis 2012 war er als Wissenschaftlicher Mitarbeiter am Bundesverfassungsgericht in Karlsruhe im Dezernat des Bundesverfassungsrichters Udo Di Fabio tätig.
Im Sommersemester 2016 übernahm er die Vertretung des Lehrstuhls für Rechtsphilosophie und Öffentliches Recht an der Johannes Gutenberg-Universität Mainz. Im Februar 2017 erfolgte an der Universität Bonn seine Habilitation mit der Schrift Offene Rechtsquellenarchitektur – Studien zur Ausgestaltung von Superverbundordnungen. Anschließend wurde ihm von der Universität Bonn die Lehrbefugnis für die Fächer Öffentliches Recht, Völkerrecht, Europarecht und Rechtstheorie verliehen.
Von Februar 2017 bis März 2019 übernahm er die Vertretung des Lehrstuhls für Öffentliches Recht, Finanz- und Steuerrecht, Öffentliches Wirtschaftsrecht und Medienrecht an der Universität Mannheim.
Im Sommersemester 2018 erhielt er den Ruf an die Johannes Gutenberg-Universität Mainz. Seit Februar 2019 ist er Inhaber der Professur für Öffentliches Recht, Internationales Recht und Rechtstheorie an der Johannes Gutenberg-Universität Mainz.
Zu Schneiders Arbeitsschwerpunkten in Forschung und Lehre gehören: Staatsrecht (Grundrechte und Staatsorganisation), Verfassungsrecht, Staatshaftungsrecht, Europarecht, Europäische Grundrechte, Humanitäres Völkerrecht sowie Juristische Methodenlehre und Rechtstheorie. Schneider publizierte u. a. zum Bundesverfassungsgerichtsgesetz (BverfGG), zum Außenverfassungsrecht, zu den Mitwirkungsrechten des Bundestages bei Inlandseinsätzen der Bundeswehr und zum Grundrecht auf Gewährleistung eines menschenwürdigen Existenzminimums.
Karsten Schneider ist Mitherausgeber (Editor) des German Law Journal.

## Schriften und Aufsätze (Auswahl)
Monographien
- Normativität und Risikoentscheidung. Untersuchungen zur Theorie der Rechtsgüterrelationen. Berlin 2008, ISBN 978-3-428-12295-0.
- Offene Rechtsquellenarchitektur – Studien zur Ausgestaltung von Superverbundordnungen. Habilitationsschrift. Bonn 2017. Mohr Siebeck, Jus Publicum (in Vorbereitung).

Aufsätze
- Die Mitwirkungsrechte des Bundestages bei Inlandsverwendungen der Streitkräfte. Der Parlamentsvorbehalt: Vorgaben de constitutione lata und Gestaltungsoptionen de constitutione ferenda. In: Dieter Weingärtner (Hrsg.): Die Bundeswehr als Armee im Einsatz – Entwicklungen im nationalen und internationalen Recht. Nomos Verlag 2010, Seite 159–170. ISBN 978-3-8329-6129-9
- Der Ultra-vires-Maßstab im Außenverfassungsrecht – Skizze sicherer Vollzugszeitumgebungen für zwischenstaatliche und supranationale Integrationsprozesse. In: Archiv des öffentlichen Rechts. Jahrgang 139 / Heft 2, Seite 196–256 (2014). doi:10.1628/000389114X14018747845122